# السيد والسيدة دوف
«السيد والسيدة دوف» هي قصة قصيرة من عام 1921 كتبتها كاثرين مانسفيلد. ونُشرت لأول مرة في صحيفة The Sphere في 13 أغسطس 1921، وأعيد طبعها لاحقًا في مجموعة The Garden Party and Other Stories.

## ملخص الحبكة
يقضي ريجنالد يومه الاخير في إنجلترا؛ لانه سوف يعود إلى روديسيا في اليوم التالي. وهو كالعادة يفكر في آن. وثم يذهب إلى منزل العقيد بروكتر ليقول وداعًا، ولكن تستقبله آن، في حين غياب والديها. وعندما تراه آن تبتسم، ولكن يخبرها أنه سيغادر. ثم كلاهما ينظر إلى حمائمها الأليفة، وتشير آن إلى أن «السيد دوف» يلاحق دائمًا «السيدة دوف»، وبعد ذلك يسألها ريجنالد عما إذا كانت تحبه، ولكنها ترد بانها لا تستطيع الزواج منه، وحينها يبدو ان ريجنالد غير سعيد بالرفض ويحاول المغادرة، وتسأله آن لماذا هو منزعج، لكنه يصر على المغادرة. وبينما كان يمشي مبتعدًا، طلبت منه العودة مرة أخرى، وعاد إليها.

## الشخصيات
- ريجنالد ، هو الشاب؛ يعمل في مزرعة فواكه في روديسيا، وهو ضعيف المظهر بسبب وظيفته.
- آن ، هي فتاة الأحلام، وابنة العقيد بروكتر، وتعيش في إنجلترا مع والديها.
- العقيد بروكتور والد آن.
- الأم ، والدة ريجنالد.
- العم أليك المتوفى.
- والدة الأم الأرملة التي تعيش في إنجلترا. [ بحاجة لمصدر ]

## الافكار الرئيسية
- الحب
- الأنسنة
- التودد

## الأهمية الأدبية
النص مكتوب بأسلوب الحداثة، وبدون هيكل محدد، وبتغييرات عديدة في السرد.

## الهوامش
1. ↑  Katherine Mansfield, Selected Stories, Oxford World's Classics, explanatory notes

## روابط خارجية
- نص كامل
- حفلة الحديقة وقصص أخرى في المكتبة البريطانية

قالب:Katherine Mansfield